# Noiselab Records
Noiselab Records es una compañía discográfica independiente mexicana fundada en el 2000 por Héctor Mijangos y Helen Flores-Duron. Los dos son admiradores de diversos estilos musicales del rock y la electrónica, principalmente del indie rock en la cual la mayoría de artistas discográficos están basados en la música underground de las décadas pasadas, al igual que hay tanto artistas mexicanos como del extranjero.
Noiselab Records es filial de la misma compañía matriz Noiselab.

## Algunos artistas de la discográfica
- At the Drive-In
- Chikita Violenta
- Corazon Attack
- Interpol
- Jumbo
- Los Dynamite
- Mogwai
- Morrissey
- Scanners
- The Kills
- The Walkmen
- Zoé